# 汪曼雲
汪 曼雲（おう まんうん、1904年 – 1972年）は、中華民国の官僚・弁護士。別号は秀峰。南京国民政府（汪兆銘政権）では、周仏海・丁黙邨らが率いるCC系の派閥に属すると目され、農鉱部政務次長・司法行政部政務次長・清郷事務局長などの要職を歴任した。

## 事績
上海法政大学を卒業。その後、中国国民党上海特別市党部執行委員、上海律師（弁護士）協会常務委員、全国律師協会常務委員、上海浦東中学校長、閩浙贛綏靖公署参議、第8集団軍参謀などを歴任した。なお、汪曼雲は上海青幇の一員であり、青幇の公開組織たる「恒社」の中核幹部でもあるなど、杜月笙と特殊な関係を有していたとされる。
汪兆銘（汪精衛）の親日政権樹立活動について、汪曼雲は早期からこれに協力していた。1938年（民国27年）8月、（汪派）中国国民党第6回全国代表大会において、汪曼雲は中央委員に選出される。翌月の6期1中全会では、国民党中央社会部（部長：丁黙邨）副部長に任命された。国民党上海党部のリーダーたる汪曼雲が汪兆銘に協力したことで、上海党部登記党員6,900名の内、4,000名が汪派に転じる効果があったという。
1940年（民国29年）3月30日、南京国民政府（汪兆銘政権）が正式に成立すると、汪曼雲は農鉱部（部長：趙毓松）政務次長に抜擢された。翌1941年（民国30年）3月、清郷委員会（委員長：汪兆銘）が成立すると、汪曼雲は同委員会副秘書長を兼任している。8月19日、各部政務次長の異動に伴い、汪曼雲は司法行政部政務次長に横滑りし、併せて全国経済委員会委員を兼任した。1942年（民国31年）6月5日、司法行政部政務次長を退任したが、1943年（民国32年）6月、清郷委員会が清郷事務局に改組された際に同局局長に昇進している。
汪兆銘政権崩壊後に陳群から自裁の相談を受けると、汪曼雲は重慶（蔣介石）側の寛大な処置を期待すべきとし、何とか押しとどめようと説得したとされる。しかし、陳は聞き入れず、まもなく毒薬を仰いで死亡した。汪曼雲自身は漢奸として逮捕され、上海高等法院で懲役15年の判決を受けた。
中華人民共和国建国後も汪曼雲は収監中であり、1962年からは馬嘯天と共に特工総部に関する回顧資料（『我所知道的汪偽特工内幕』）を獄中で執筆した。しかし結局は釈放されることなく、1972年、上海の獄中で病没した。享年69。